# Öl-Ringkampf

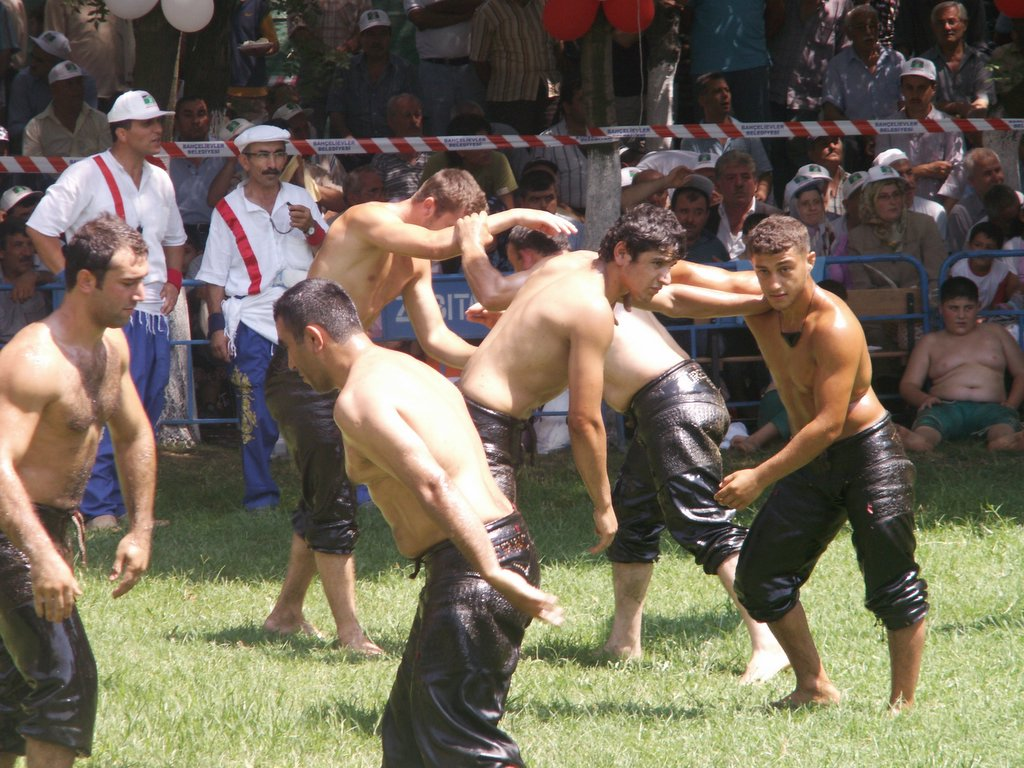
Yağlı güreş Wettkampf in Istanbul

Öl-Ringkampf (türkisch Yağlı güreş) ist eine Sportart, die als Nationalsport der Türkei gilt. Er ist auch in Bulgarien, vor allem im Südosten des Landes, weit verbreitet.
Es treten immer zwei Ringer gegeneinander an, überwacht von einem Schiedsrichter. Gekämpft wird im Freien auf dem Rasen. Die typische Kampfkleidung sind spezielle Lederhosen (kispet). Zudem reiben sich die Kämpfer von Kopf bis Fuß mit Olivenöl ein, was das Einsetzen von Hebeln und Griffen sehr erschwert.
Es gibt zwei Möglichkeiten, die zum Sieg führen: Entweder man schafft es, beide Schultern des Gegners auf den Boden zu drücken (Schultersieg), oder man hebt den Gegner auf und geht drei Schritte weit.
Yağlı Güreş gilt als eine der schwierigsten und kompliziertesten Ringsportarten. Als türkische Kırkpınar-Ringer 1960 bei den Olympischen Spielen in Rom für die Türkei antraten, gewannen sie 7 der 16 Goldmedaillen im Bereich Ringen, und brachten dadurch die Türkei auf den sechsten Platz des Medaillenspiegels (dies waren die erfolgreichsten Olympischen Spiele für die Türkei). Der türkische und der mongolische Ringkampf weisen viele Gemeinsamkeiten auf.

## Kırkpınar-Turnier
Der Überlieferung nach wurde das erste Kırkpınar-Turnier 1361 in Rumelien/Osmanisches Reich ausgetragen. Die Kämpfe in ihrer heutigen Form finden seit 1925 jedes Jahr im Juni auf der Sarayiçi-Halbinsel (Kırkpınar) am Rande der Stadt Edirne statt. Das Kırkpınar-Festival ist seit 2010 in die UNESCO-Liste des immateriellen Kulturerbes der Menschheit eingetragen.
Im Jahre 1996 wurde die erste Internationale Kırkpınar-Meisterschaft, die Amsterdam Kirkpinar, in den Niederlanden ausgetragen, 2002 die erste niederländische Meisterschaft in Den Haag und 2004 die erste deutsche Meisterschaft in Frankfurt am Main.

## Bekannte Schirmherren
- Ahmet Muhtar Merter (1891–1959) war 1957, 1958 und 1959 der Schirmherr des Kirkpinar-Turniers.[2]